# Yamagata Aritomo
Yamagata Aritomo (Japans: 山縣有朋) (Hagi, 14 juni 1838 – Odawara, 1 februari 1922) was een Japans militair en politicus afkomstig uit Chōshū (長州藩). Hij was commandant in de Bōshin-oorlog (戊辰戦争), commandant van de Konoehei (近衛兵: keizerlijke garde) en commandant in de Eerste Sino-Japanse Oorlog. Daarna werd hij viceminister, minister van het leger, hoofd van de Japanse Militaire Staf, raadslid, minister van Binnenlandse Zaken, generaal en twee keer premier van Japan. Ook had hij de titels van hertog en prins.

## Jeugd
Yamagata Aritomo groeide op in Chōshū als zoon van een samoerai van lagere rang. Hij ging naar Yoshida Shōin's 'school onder de dennen' Shōka sonjuku (松下村塾)

## Militaire carrière

### Bōshin-oorlog 1868-1869
De Boshin-oorlog was een gewapend conflict tussen de aanhangers van het Bakufu (幕府) enerzijds, en de aanhangers van de keizer anderzijds. Aritomo Yamagata was commandant in het keizerlijke leger. Deze oorlog betekende de val van het Tokugawa-shogunaat en was het begin van de Meiji-restauratie.

### Satsuma-rebellie 1877
Als luitenant-generaal en oorlogsminister commandeerde hij regeringstroepen tijdens het bestrijden van de samoerai die in opstand kwamen tijdens de Satsuma-opstand (西南戦争).

### Militaire modernisering
In 1869 werd de modernisering van het leger op dreef gebracht door Ōmura Masujirō (大村益二郎). Hij heeft onder meer het verbod op het dragen van zwaarden en de dienstplicht ingevoerd. Hij heeft ook de kleine samoerai-milities in de leendomeinen afgeschaft. Hiervoor werd hij vermoord, want velen waren tegen zijn ideeën. Uiteindelijk slaagde Yamagata er wel in om Ōmura's ideeën te realiseren.
In het kader van de modernisering van het leger ging Yamagata in 1869 voor zes maanden naar het buitenland, samen met Saigō Tsugumichi (西郷従道 )onmiddellijk na de val van het Tokugawa Bakufu, om er kennis op te doen van buitenlandse militaire modellen. Toen hij naar Japan terugkeerde, werd hij in 1870 aangesteld als assistent-viceminister van Militaire Affaires.
Voor de zeemacht maakte Japan gebruik van het Engelse model, voor de landmacht werd eerst het Franse model gebruikt. In de jaren 1880 schakelde men voor de landmacht over naar het Duitse model. Dit gebeurde voor het grootste deel onder het leiderschap van Katsura Tarō 桂太郎, die bijna acht jaar in Duitsland had gewoond. Na de dood van Saigō Takamori nam de invloed van Chōshū op het leger sterk toe, terwijl bij de zeemacht Satsuma nog de meeste controle had.

### Dienstplicht
Yamagata werd in 1873 Minister van Oorlog en voerde de dienstplicht (徴兵令: Chōhei Rei) in. Hij had al ervaring met het commanderen van samoerai van verschillende rang en was van mening dat ook boeren goede en nuttige strijdkrachten zouden zijn. “Alle burgers soldaat” (国民皆兵: Kokumin Kaihei) dus. De dienstplicht zag Yamagata als een vorm van opvoeding die goede burgers voortbrengt.
Toen de dienstplicht voor het eerst werd ingevoerd, liet die vrijstelling toe voor degenen die meer dan 270 yen belastingen konden betalen, eerstgeboren zonen, gezinshoofden, overheidsambtenaren en studenten. Iedereen die hieraan niet voldeed, man en 20 jaar was, moest verplicht deze dienst vervullen. Dit zorgde er uiteindelijk voor dat vooral arme en ongeschoolde mensen, meestal boerenzonen, hun dienstplicht moesten vervullen. Er kwamen rellen van en men probeerde op allerlei manieren te ontkomen aan de dienstplicht.

### Keizerlijk Edict aan Soldaten en Matrozen
De keizer werd geassocieerd met vrede en had geen banden met het leger, maar in de jaren tachtig van de negentiende eeuw kwam daar verandering in. Zijn rol in het leger werd belangrijker en het keizerlijke leger en de marine werden bezit van de keizer. Hij had daardoor op militair vlak een machtiger positie gekregen. Toch moest hij die macht delegeren naar beroepsmilitairen.  Deze vormden gezamenlijk de Militaire Staf waar Yamagata Aritomo hoofd van was.
In 1882 schreef de keizer het Keizerlijk Edict aan Soldaten en Matrozen (軍人勅諭: Gunjin Chokuyu) uit. Daarin stond de ethische codes voor het militair personeel en er werd van hen verwacht dat ze het van buiten leerden en gehoorzaam waren. Op 4 januari 1882 werd het in het keizerlijke paleis persoonlijk door de keizer gepresenteerd aan Yamagata. Deze daad moest de goede relatie tussen de keizer en het leger symboliseren. Het edict stelde dat het militair personeel volledig trouw aan de keizer moest zijn en het verbood het personeel om zich bezig te houden met politiek of om zich te laten beïnvloeden door meningen uit de kranten. Dit stond erin omdat Yamagata een heel negatief beeld had van de democratie.

### Politie
Yamagata Aritomo vond de politie een heel belangrijk element van de Japanse staat. Zo werd in 1881 de Kempeitai (憲兵隊) opgericht. Deze gendarmerie van het keizerlijke leger bestond tot 1945. Boven de gewoonlijke militaire plichten kon deze ook boeken censureren die verkrijgbaar waren in het leger.
Yamagata's aandacht werd in de jaren 1880 ook gevestigd op het Duitse politieke en wettelijke model. Hij liet een Duitse adviseur komen, waarna hij de nadruk legde op training van gendarmeries. Zo werden er instellingen opgericht in iedere prefectuur. Later heeft hij het politiesysteem uitgebreid van het centrum van Japan tot het platteland. De politieposten groeiden van 3.068 agenten in 1885, naar 11.357 agenten vijf jaar later. De politie was groter geworden en meer verspreid over het land.
Yamagata heeft ook de macht van de politie op andere manieren versterkt. Zo waren mensen die wilden vergaderen verplicht om telkens een lijst van namen, reden van de vergadering en andere details door te geven aan de politie. In 1887 was een verordening van de vredeshandhaving van kracht. Deze bepaalde dat iedereen die in de ogen van Yamagata politieke herrieschoppers waren, uit Tokio gezet konden worden. Yamagata, toen Minister van Binnenlandse Zaken, verbood nu alle geheime gemeenschappen en groeperingen. Hij kon iedere vergadering stopzetten en kon zelfs, door middel van de wetten betreffende de openbare orde, iedereen die de openbare rust zou kunnen verstoren, verbieden om zich ooit nog in een straal van 12 kilometer rond het keizerlijke paleis te bevinden. Op 26 december 1887 werden zo 540 politici verbannen.

### De Eerste Sino-Japanse Oorlog 1894-1895
In 1894 brak de Eerste Sino-Japanse Oorlog uit, een conflict dat draaide om Korea. Yamagata was commandant tijdens deze oorlog en leidde samen met Ōyama Iwao (大山巌)  het Japanse leger dat Mantsjoerije en het schiereiland Shāndōng veroverde. Dit was een heel belangrijke verovering voor Japan. De landsgrens kwam dichter bij Peking te liggen, wat een invasie van China gemakkelijker maakte. Yamagata was commandant tijdens deze oorlog, tot hij ziek werd en niet meer in staat was een leger te commanderen. Toen hij hersteld was, werd hij minister van Oorlog voor de rest van de oorlog.

### De Russisch-Japanse Oorlog 1904-1905
Op het eind van de negentiende eeuw was Rusland bezig haar macht aan het uitbreiden richting China en Korea. Omwille van de ijsvrije havens waren deze voor Rusland heel interessant. Voor Japan waren deze gebieden vooral interessant omwille van de grondstoffen.
Japan had een verdeelde houding tegenover de machtsuitbreiding van Rusland. Enkele politici wilden verzoenen met Rusland: Nichi-Ro teikei-ron (日露提携論). De politici die hier tegen waren, waaronder ook Yamagata Aritomo, vonden dat toegevingen ervoor zouden zorgen dat Rusland nog meer macht zou willen verwerven. Ze vreesden vooral voor Korea. Met de bedoeling geen conflict te creëren sloten Japan en Rusland op 9 juni 1896 het Yamagata-Lobanov akkoord (Yamagata-Robanofu Kyōtei 山縣・ロバノフ協定), genoemd naar de ondertekenaars Yamagata Aritomo en Russisch Buitenlands Minister Alexej Lobanov-Rostovski (Лобанов-Ростовский). Ondanks dit akkoord bezette Rusland uiteindelijk toch Mantsjoerije. Hierop zond Japan een protestnota naar Rusland in 1901 tegen de bezetting van Mantsjoerije.
In 1902 gaf Rusland de macht over Mantsjoerije terug aan China. Hoewel Rusland deze toegeving had gedaan, bleef het toch haar macht uitbreiden. Uiteindelijk resulteerde dit in de Russisch-Japanse Oorlog.

## Politiek carrière
Yamagata stichtte de Militaire Staf en was er ook hoofd van. In 1885 voegde hij bij zijn titel van hoofd van de Militaire Staf nog een titel: minister van Binnenlandse Zaken. Het was het moment waarop er vele institutionele veranderingen plaatsvonden binnen de Japanse overheid en politici uit voornamelijk Chōshū en Satsuma vele cruciale posities gingen innemen.
Yamagata gaf zichzelf de post van minister van Binnenlandse Zaken (内務大臣: Naimudaijin) en hield zich vooral bezig met instellingen in verband met het lokale bestuur en een politiesysteem op nationaal vlak. De oorzaak hiervan ligt in het feit dat de macht van de Beweging voor Vrijheid en Burgerrechten sterk aan het toenemen was en het volk op het platteland belastingen weigerde te betalen omwille van de Matsukata-deflatie.
Instellingen die deze ontevredenheid konden tegenhouden, waren volgens Yamagata nodig. De manier waarop hij het lokale bestuur gestructureerd had, had heel wat weg van zijn militaire aanpak: controle, orde en eenheid waren zijn streefdoelen.
In 1888 reisde Yamagata door Europa om andere systemen van lokaal bestuur te bestuderen. Op 24 december 1889 vormde hij voor de eerste keer en kabinet onder zijn leiding. Hij was toen de derde premier van Japan. Ook was hij Minister van Binnenlandse Zaken. Het kabinet viel op 6 mei 1891.
In 1896 vertegenwoordigde hij Japan bij de kroning van tsaar Nicholas II te Sint-Petersburg. Hij werd gepromoveerd tot veldmaarschalk en op 8 november 1898 ging zijn tweede kabinet van start. In tegenstelling tot Yamagata's eerste kabinet, verantwoordde dit kabinet zich meer tegenover de volksvertegenwoordigers. De politieke partij Kensei-tō (憲政党) sloot zich aan bij Yamagata.
Tijdens deze regering werd een belastinghervorming doorgevoerd. In 1899 kwam er een maatregel die ervoor zorgde dat politici moeilijker, maar eerlijker tot ambtenaar werden benoemd. Yamagata zorgde ervoor dat iedere minister van Oorlog een militair zou zijn. Bijgevolg kreeg het leger meer macht in de regering, die elk moment kon vallen als de minister af zou treden. Dit en ook de politiewet Chain Keisatzu Hō (治安警察法) die werd ingevoerd, versterkten de positie van Chōshū in de regering. Tijdens deze periode kwam er een tweede industriegolf op dreef en werd de Russisch-Japanse Oorlog uitgevochten.
Op 19 oktober 1900 eindigde dit tweede Yamagata-kabinet. Hij werd opgevolgd door Itō Hirobumi met zijn Associatie van Politieke Vrienden voor een Constitutionele Regering Rikken Seiyū-Kai (立憲政友会).
Yamagata Aritomo werd lid van de Genrō in 1889. Dit was een groepje politici die bijna praktisch de belangrijkste en meest invloedrijke post bezetten ten tijde van de Meiji-restauratie. Hun taak bestond erin om de keizer raad te geven, het binnen- en buitenlands beleid te bepalen en de Eerste Minister aan te stellen. Ze beïnvloedden ook de manier waarop de regering moest omgaan met het parlement. Zo kondigde Yamagata aan dat de regering boven de politieke partijen in het parlement moest staan en dat het parlement voor wetgeving en de nodige financiering moest zorgen.

## Hobby's
- Murinantuin: Yamagata was een liefhebber van Japanse tuinen en heeft er zelf onder meer de Murinantuin in Kioto ontworpen. Deze tuin hoorde bij Yamagata's villa Murinan, die nabij de Nanzenji(南禅寺) zentempel werd gebouwd.
- Poëzie: Yamagata Aritomo zou ook poëzie geschreven hebben. Zijn gedichten zouden meestal gebaseerd zijn op zijn eigen carrière.

## Onderscheidingen
- Graaf op 7 juli 1884
- Genrō op 26 mei 1895
- Grootlint in de Orde van de Rijzende Zon met Pauwlonia bloesems op 5 augustus 1895
- Markies op 5 augustus 1895
- Maarschalk op 20 januari 1898
- Ordeketen in de Chrysanthemumorde op 21 september 1908 en het Grootlint op 3 juni 1903
- Grootlint in de Orde van de Gouden Wouw op 21 september 1908 en 2e klasse op 5 augustus 1895
- Prins op 21 september 1908
- Order of Merit met Zwaarden in 1906 door Koning Edward VII
- Grootkruis in de Orde van Sint-Michaël en Sint-George